# Boris II. (Bulgarien)

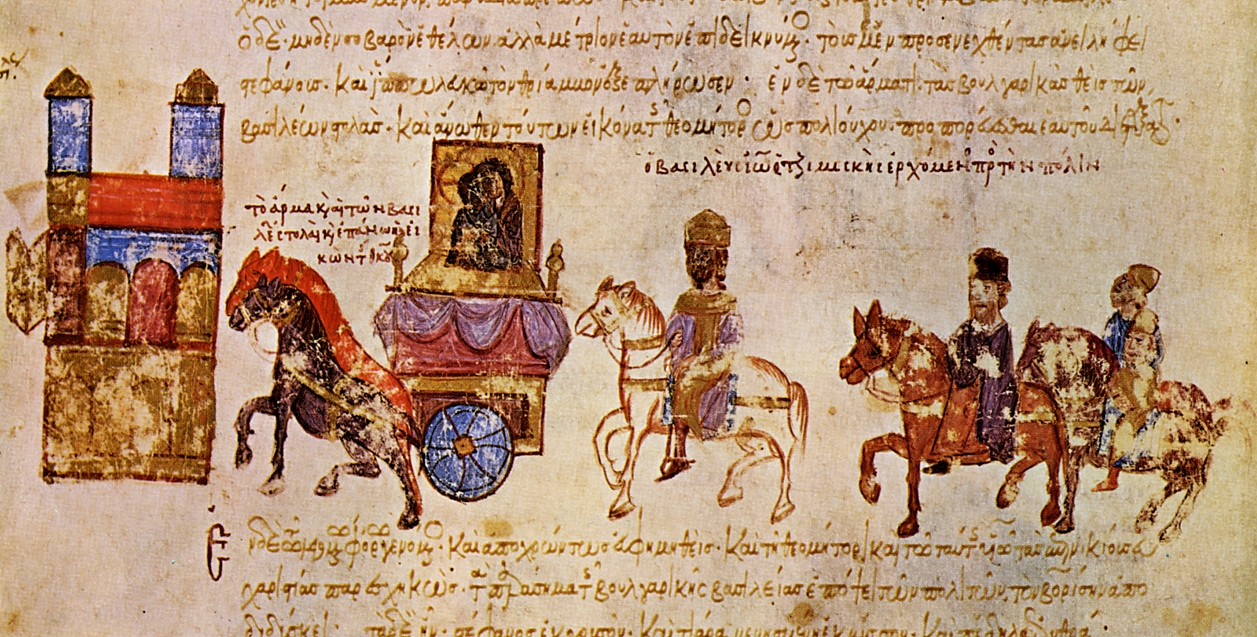
Triumphzug in Konstantinopel 971. Vor Kaiser Tzimiskes fährt der kaiserliche Triumphwagen mit dem Bild der Gottesmutter. Hinter ihm reitet der besiegte Zar Boris II.
Miniatur in der Madrider Bilderhandschrift des Skylitzes, fol. 220v.

Boris II. (bulgarisch: Борис; * 929?; † 977) war Zar von Bulgarien im 10. Jahrhundert und regierte das bulgarische Reich von 970 bis 977.
Er war Sohn und Thronfolger von Zar Peter I. und Maria-Irene von Byzanz, der Tochter des Christophoros Lakapenos und Enkelin des byzantinischen Kaisers Romanos I. Man nimmt an, dass er der einflussreichen bulgarischen Herrschaftsfamilie Dulo (später Krum) angehörte.
Ab 963 war er gemeinsam mit seinem Bruder Roman Geisel des byzantinischen Kaisers Nikephoros II. Phokas. Als sein Vater Peter I. 969 starb, kehrte er mit seinem Bruder nach Bulgarien zurück. Doch der östliche Teil des Bulgarischen Reiches wurde von dem Fürsten von Kiew, Swjatoslaw überrannt. Unter dem Druck von Knjaz Swjatoslaw musste er einen Teil des bulgarischen Heeres gegen den neuen byzantinischen Kaiser Johannes Tzimiskes entsenden. Als der byzantinische Kaiser Johannes Tzimiskes unter dem Vorwand, Bulgarien von den Russen zu retten, 971 ins Land einmarschierte, konnte er nur wenig entgegensetzen. Johannes Tzimiskes schlug die Russen nieder und plünderte die bulgarischen Ostprovinzen mit der Hauptstadt Preslaw. Der westliche Teil des Reiches wurde weiter von den Komitopuli regiert. Den Zaren selbst und sein Bruder Roman führte er erneut in die Gefangenschaft nach Konstantinopel. Dort musste Boris II. öffentlich seine Machtsymbole abgeben und bekam den gewöhnlichen byzantinischen Titel Magistros, jedoch blieb er offiziell Zar der Bulgaren.
977 gelang Zar Boris II. und seinem Bruder die Flucht aus Konstantinopel, jedoch kam der Zar an der bulgarisch-byzantinischen Grenze unter ungeklärten Umständen um. Sein Nachfolger wurde sein Bruder, Zar Roman, der von den Komitopuli unterstützt wurde.